# Chobot (Kuklík)
Chobot (německy Chobot) je osada obce Kuklík v okrese Žďár nad Sázavou, od kterého je vzdálen necelé 3 km.

## Historie
První písemná zmínka o osadě Chobot pochází z roku 1736.

## Pamětihodnosti
- Dům č.p. 31 - památkově chráněný